# Chiesa del Santissimo Sacramento a Tor de' Schiavi
La chiesa del Santissimo Sacramento a Tor de' Schiavi è una chiesa di Roma, nel quartiere Prenestino-Labicano, in largo Agosta.

## Storia
La chiesa è sede parrocchiale, eretta il 28 marzo 1963 con il decreto del cardinale vicario Clemente Micara “Ad uberius animarum”. L'edificio invece venne costruito, su progetto dell'architetto Francesco Fornari, tra il 1966 e il 1968, ed inaugurato ufficialmente il 5 maggio 1968 con la solenne benedizione del cardinale Angelo Dell'Acqua. La chiesa ha accolto per tre volte i papi: il 1º giugno 1972 papa Paolo VI, il 14 marzo 1993 papa Giovanni Paolo II, e il 6 maggio 2018 papa Francesco.
Dal 28 giugno 2017 sulla chiesa insiste il titolo cardinalizio del Santissimo Sacramento a Tor de' Schiavi.

## Descrizione

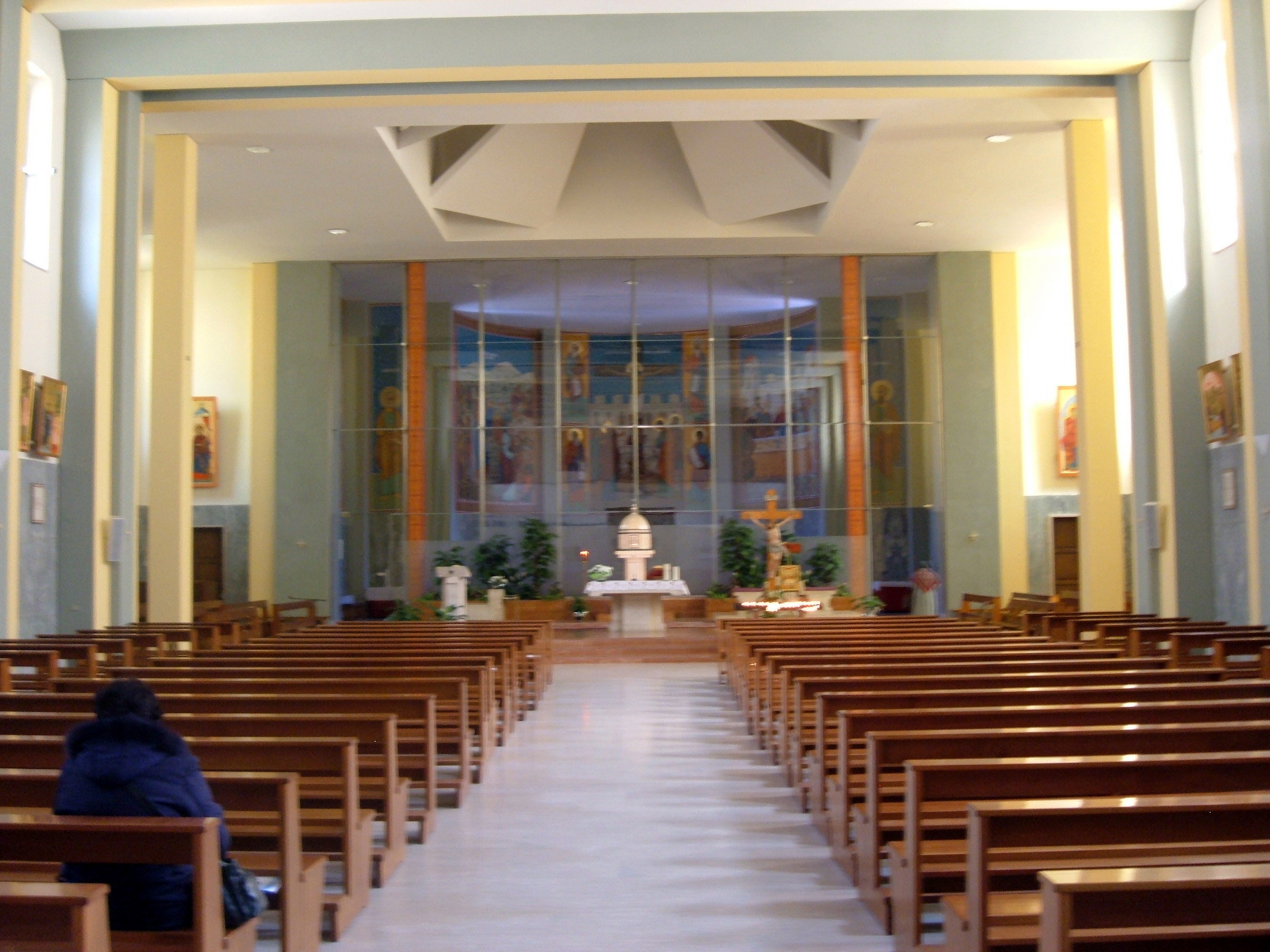
L'interno della chiesa

La chiesa ha una facciata in stile neoromanico, con rosone e portico, ed è suddivisa in due ordini a fasce orizzontali con alternanza di due colori diversi. I portali sono ricoperti di pannelli di rame che riproducono scene dell'antico e del nuovo Testamento.
All'interno si nota in particolare, nell'altare del transetto di sinistra, un quadro raffigurante Cristo adorato dagli angeli, opera del 1906 di Antonio Cisterna.
Il presbiterio è diviso in due parti da una vetrata trasparente. La parte anteriore funge da altare principale della chiesa, la parte posteriore da cappella feriale. L'abside, visibile attraverso la trasparenza dei vetri, è decorato con affreschi moderni, opera dell'archimandrita rumeno Bartolomeo Florea, che raffigurano soggetti legati all'eucaristia: la Trinità (che riprende l'icona omonima di Andrej Rublëv), l'apostolo Pietro, la Moltiplicazione dei pani e dei pesci, la Crocifissione (attorniata dalle figure di quattro profeti dell'Antico Testamento: Isaia, Ezechiele, Geremia e Daniele), l'Ultima cena, l'apostolo Paolo, la Cena di Emmaus.
La chiesa inoltre conserva diverse icone moderne su tavole di legno, tra cui le stazioni della Via Crucis.